# Анамарија Петричевић
Анамарија Петричевић (Загреб, 1965) је хрватска и југословенска филмска и ТВ глумица. Глумом се бавила само у младости, током 80-их година 20. века. Остварила је само две улоге: улогу Дуње у тинејџерској серији Смоговци и улогу Леле у филму Пејзажи у магли.

## Биографија
Анамарија Петричевић рођена је 1965. године у Загребу (Хрватска). Глумом је почела да се бави као тинејџерка, у Загребачком казалишту младих (ЗКМ), када је похађала и средњу уметничку школу Центар за културу и умјетност у Загребу.
У серији Смоговци почела је да глуми са 15 година када ју је, после једне представе у ЗКМ-у, позвао режисер Миливој Пухловски. У Смоговцима је Анамарија глумила једну од главних улога у прве 4 сезоне, односно у 22 епизоде.
Године 1984. добила је главну улогу у филму Пејзажи у магли. Режисер Јован - Јоца Јовановић одабрао ју је за ову улогу углавном на препоруку Анамаријиног тече Радета Шербеџије, који је такође играо у овом филму.
Иако су јој неки предвиђали успешну филмску каријеру, сама Анамарија није сматрала да је добра глумица, па се определила за сасвим другачију каријеру. Ради као директорка фирме која заступа компанију „Шанел” у Хрватској.

## Улоге
| Год.   | Назив                           | Улога                     |
| ------ | ------------------------------- | ------------------------- |
| 1980-е |                                 |                           |
| 1982.  | Смоговци (ТВ серија, 1. сезона) | Дуња (као Ана Петричевић) |
| 1983.  | Смоговци (ТВ серија, 2. сезона) | Дуња (као Ана Петричевић) |
| 1984.  | Пејзажи у магли                 | Лела                      |
| 1986.  | Смоговци (ТВ серија, 3. сезона) | Дуња                      |
| 1989.  | Смоговци (ТВ серија, 4. сезона) | Дуња                      |